# Ерёмино (Воронежская область)
Ерёмино — хутор в Ольховатском районе Воронежской области России.
Входит в состав Копанянского сельского поселения.

## Население
| 2010 |
| ---- |
| 1    |

## Улицы
На хуторе имеется одна улица — Тенистая.

## Известные уроженцы
- Стороженко, Василий Яковлевич (1918—1991) — советский танкист-ас, майор.